# Gallerie militari nella striscia di Gaza
Le gallerie militari nella striscia di Gaza sono uno strumento di condotta di operazioni belliche da parte di Hamas contro lo Stato di Israele; rappresenta un'evoluzione, con scopi offensivi, dalla rete sotterranea di contrabbando precedentemente esistente nella Striscia di Gaza.
Questi tunnel sono cresciuti in dimensioni, sofisticazione ed importanza a seguito del blocco economico egiziano e israeliano nel 2007 intorno a Gaza: si tratta di complessi sotterranei che rispondono ad una concezione della guerriglia abbastanza simile ai tunnel scavati dai Viet Cong lungo il sentiero di Ho Chi Minh e sotto le giungle del Vietnam del Sud, "anche se la qualità delle finiture è migliore, con muri di cemento e tetti, elettricità e altri servizi necessari per un lungo soggiorno".

## Scopi
Al di là della finalità difensiva con cui il personale militare palestinese a Gaza (deposito di materiali essenziali alla difesa e sicurezza e mobilità degli armati chiamati a difendere la città dagli attacchi israeliani) aveva inizialmente spiegato la necessità di costruire e mantenere i tunnel, dal sito di notizie al-Monitor emerse presto che lo scopo di un tunnel transfrontaliero era anche quello di condurre operazioni dietro le linee nemiche. Il dirigente di Hamas Yahya Sinwar, commentando l'importanza strategica dei tunnel, affermò: "Oggi siamo noi che li invadiamo; loro non ci invadono". I tunnel sono stati descritti dall'ex primo ministro di Hamas Ismail Haniyeh come rappresentativi di "una nuova strategia nell'affrontare l'occupazione e nel conflitto con il nemico dal sottosuolo e dalla superficie". Un documento della milizia palestinese ottenuto da al-Monitor e pubblicato anche sul Washington Post descriveva così gli obiettivi dei tunnel sotterranei:
I portavoce israeliani hanno sostenuto che lo scopo dei tunnel è danneggiare i civili israeliani. Secondo il primo ministro Benjamin Netanyahu, “l’unico scopo” dei tunnel transfrontalieri da Gaza a Israele è “la distruzione dei nostri cittadini e l’uccisione dei nostri bambini”. Il governo israeliano li ha chiamati “tunnel del terrore”, affermando che potrebbero colpire civili e soldati in Israele: un portavoce delle Forze di difesa israeliane ha detto che l'obiettivo è "rapire o uccidere civili, ma accontentarsi anche di un soldato".
Nel concetto di guerra asimmetrica, compensare il dislivello tra le forze militari in campo, con l'attacco a sorpresa, ha sempre creato punti di tensione col divieto di atti proditori posto dal ius in bello: un importante indizio per considerare illecita tale strategia è verificare se essa considera non casualmente di infierire sulla popolazione civile. Sin dal 2014 si sospettava che questa fosse un'opzione di Hamas e le incursioni in Israele del 7 ottobre 2023 hanno confermato questo sospetto.

## Storia
Nel settembre 2001, un tunnel di Gaza è stato utilizzato per effettuare un attacco per la prima volta, nel contesto della Seconda Intifada palestinese, quando "i palestinesi hanno fatto esplodere una bomba da 200 chilogrammi all'interno di un tunnel sotto l'avamposto di confine delle Forze di difesa israeliane di Termit sulla Philadelphi Route", provocando la quasi completa distruzione dell'avamposto situato a Rafah. 
Eitan Shamir e Hecht hanno scritto che, durante la guerra di Gaza del 2014, uno degli obiettivi dei raid transfrontalieri sugli insediamenti israeliani utilizzando i tunnel era quello di infliggere uno shock psicologico alle popolazioni israeliane. Una commissione d'inchiesta delle Nazioni Unite ha rilevato che "questi tunnel e il loro utilizzo da parte di gruppi armati palestinesi durante le ostilità [della guerra di Gaza del 2014] hanno causato grande ansia tra gli israeliani che i tunnel potessero essere utilizzati per attaccare i civili". Secondo Slesinger, i tunnel sconvolgono la nozione israeliana di sovranità territoriale e diminuiscono la fiducia dei politici israeliani nella loro capacità di gestire i rischi esterni attraverso normali meccanismi di controllo delle frontiere come pattuglie, recinzioni, muri e posti di blocco - che in a sua volta compromette la “fiducia dei cittadini israeliani nella capacità dello Stato di garantire la sicurezza”.
Nel giugno 2004, Hamas utilizzò bombe a tunnel per attaccare un avamposto delle Forze di difesa israeliane a Gaza, uccidendo un soldato e ferendone cinque.
Nel dicembre 2004, poco dopo la morte di Yasser Arafat e presumibilmente come rappresaglia per la stessa, Hamas e Fatah scavarono un tunnel sotto un posto di blocco al confine a Rafah e fecero esplodere una bomba, uccidendo cinque israeliani nel bombardamento dell'avamposto delle Forze di difesa israeliane, uccidendo cinque soldati israeliani e ferendone sei.
Nel giugno 2006, Hamas ha utilizzato un tunnel che usciva vicino a Kerem Shalom per condurre un raid oltre confine che ha provocato la morte di due soldati delle Forze di difesa israeliane e il rapimento di un terzo, Gilad Shalit.
Nel novembre 2012, un soldato israeliano che stava conducendo lavori di manutenzione sulla recinzione di confine è rimasto ferito quando l'ala militare di Hamas, le Brigate Izz al-Din Qassam, ha fatto esplodere un tunnel, con trappole esplosive, e un ragazzo palestinese di 13 anni è stato ucciso da una mitragliatrice, con un incendio successivo all'esplosione.
I tunnel sono stati utilizzati in numerose occasioni durante il conflitto del 2014. In almeno quattro occasioni durante il conflitto, i militanti palestinesi che attraversavano il confine attraverso i tunnel si scontrarono con i soldati israeliani. Funzionari israeliani hanno riferito di quattro "incidenti in cui membri di gruppi armati palestinesi sono emersi dalle uscite dei tunnel situati tra 1,1 e 4,7 km dalle case civili". Secondo Israele, i tunnel consentivano il lancio di razzi tramite telecomando, e avevano lo scopo di facilitare la presa di ostaggi e la cattura di ostaggi ed attacchi con vittime.
Il 17 luglio 2014, i militanti di Hamas che trasportavano fucili d'assalto hanno attraversato il confine israeliano mediante un tunnel a circa un miglio di distanza dal villaggio agricolo di Sufa, ma sono stati fermati dalle forze di difesa israeliane. L'esercito israeliano ha riferito che tredici uomini armati erano usciti dal tunnel e hanno condiviso filmati di loro colpiti dall'esplosione di un attacco aereo. Le autorità israeliane hanno affermato che lo scopo era quello di attaccare i civili. 
Il 21 luglio 2014, due squadre di militanti palestinesi armati hanno attraversato il confine israeliano attraverso un tunnel vicino al Kibbutz Nir Am. La prima squadra di dieci persone è stata uccisa da un attacco aereo israeliano. Una seconda squadra ha ucciso quattro soldati israeliani usando un'arma anticarro. Il Jerusalem Post ha riferito che gli aggressori hanno cercato di infiltrarsi nel Kibbutz Nir Am, ma una fonte di spicco dell'intelligence ha detto al Times of Israel che "gli uomini armati di Hamas non erano in movimento o in viaggio verso un kibbutz ma piuttosto si erano mimetizzati sul campo, usando un'arma da fuoco per un'imboscata a una pattuglia dell'esercito".
Il 28 luglio 2014, militanti di Hamas e della Jihad islamica hanno attaccato un avamposto militare israeliano vicino a Nahal Oz utilizzando un tunnel, uccidendo cinque soldati israeliani. Anche un aggressore è stato ucciso. 
Il 1º agosto 2014, i militanti di Hamas usciti da un tunnel hanno attaccato una pattuglia israeliana a Rafah, violando così un cessate il fuoco umanitario, uccidendo due soldati israeliani. I militanti sono tornati a Rafah attraverso un tunnel, portando con sé il corpo del tenente Hadar Goldin. Israele inizialmente credette che i militanti avessero rapito Goldin e lo stessero trattenendo, ma in seguito stabilì che anche lui era stato ucciso. 
Una fonte anonima di intelligence di alto livello ha dichiarato al Times of Israel il 28 luglio 2014 che, dei nove tunnel transfrontalieri rilevati, nessuno si estendeva in una comunità civile e che nelle cinque infiltrazioni fino a quel momento Hamas aveva preso di mira i soldati piuttosto che i civili. Il 31 luglio 2014 la radio dell'esercito delle Forze di difesa israeliane ha citato un alto funzionario militare anonimo che affermava che "tutti i tunnel erano mirati a obiettivi militari e non alle comunità vicine a Gaza".
Una commissione d'inchiesta dell'UNHRC sul conflitto di Gaza ha pubblicato un rapporto nel 2015 in cui concludeva che, durante il conflitto del 2014, "i tunnel sono stati utilizzati solo per condurre attacchi diretti alle posizioni delle Forze di difesa israeliane in Israele in prossimità della linea verde, che sono legittimi obiettivi militari". I funzionari israeliani hanno condannato il rapporto del Consiglio per i diritti umani delle Nazioni Unite.
Il 7 ottobre 2023 Hamas ha lanciato un attacco contro Israele, prendendo in ostaggio circa 200 persone. Il 24 ottobre 2023 un ostaggio è stato rilasciato e ha detto ai giornalisti di essere stato trasportato e tenuto nella rete di tunnel con un gruppo di 25 ostaggi.
Israele descrive il rapimento di civili israeliani o la presa in ostaggio di soldati israeliani come uno degli obiettivi principali della costruzione del tunnel. Il Wall Street Journal descrisse un tunnel d'attacco ispezionato da uno dei suoi reporter come "progettato per lanciare omicidi e rapimenti", notando che "il tunnel lungo 3 miglia era rinforzato con cemento, rivestito con cavi telefonici e comprendeva cabine non necessarie per le operazioni di infiltrazione ma utili per la detenzione di ostaggi". Nell'ottobre 2013, il quotidiano Haaretz ha osservato che "[l]'ipotesi di lavoro delle Forze di difesa israeliane [era] che tali tunnel [sarebbero] resi operativi ogni volta che ci fosse un'escalation nell'area, sia avviata da Hamas che da Israele, e [sarebbero] utilizzati per attacchi e tentativi di rapimento", aggiungendo che "se Hamas avviasse una tale escalation mentre detiene diversi cittadini o soldati israeliani, sarebbe in una posizione molto più forte". Secondo il New York Times, un tunnel conteneva "un kit per rapimento contenente tranquillanti e manette di plastica".

## Le contromisure di Israele
Durante la Seconda Intifada, le Forze di difesa israeliane lanciarono numerose incursioni per contrastare l'uso palestinese dei tunnel, e nel giugno 2004 aveva distrutto oltre 100 tunnel.
Nell'ottobre 2006, le Forze di difesa israeliane distrussero 13 tunnel di contrabbando lungo la Philadelphi Route.
Nel novembre 2007, le Forze di difesa israeliane identificarono un complesso di tunnel nascosto in una serra di pomodori con uscite vicino a Netiv HaAsara ed Erez. 
Nel novembre 2008, sei militanti furono uccisi e un tunnel entro 300 metri dalla recinzione di confine fu distrutto dalle forze israeliane: fu la prima applicazione della "regola dei 500 metri", introdotta dalla tregua del 2008 e consistente nel divieto di avvicinare i tunnel alla frontiera sotto quella distanza.
Nel novembre 2012, le Forze di difesa israeliane effettuarono un'operazione di una settimana che prese di mira 140 tunnel di contrabbando e 66 tunnel utilizzati per attacchi offensivi, dei 500 tunnel stimati che si pensava esistessero a quel tempo. Alla fine dell'operazione, la rete di tunnel d'attacco era stata in gran parte distrutta.
Secondo Israele, tra gennaio e ottobre 2013 furono individuati tre tunnel sotto il confine, due dei quali erano pieni di esplosivi. 
Nel novembre 2013, le Forze di difesa israeliane demolirono due tunnel transfrontalieri.
La distruzione dei tunnel fu proclamato obiettivo primario delle forze israeliane nel conflitto di luglio-agosto 2014. Le Forze di difesa israeliane riferirono di aver "neutralizzato" 32 tunnel, quattordici dei quali attraversavano Israele.
Il 5 luglio 2014, un attacco aereo israeliano ha danneggiato un tunnel vicino al Kibbutz Kerem Shalom e un gruppo di ispettori militari di Hamas sono rimasti uccisi in un'esplosione nel tunnel il 6 luglio 2014. Secondo Yigal Carmon, capo del Middle East Media Research Institute, questo potrebbe aver convinto Hamas che Israele stava diventando consapevole della portata della capacità dei militanti di infiltrarsi in Israele attraverso i tunnel, rendendo meno probabile un attacco a sorpresa con vittime di massa e convincendo la leadership di Hamas ad entrare in guerra immediatamente prima che altri tunnel possano essere scoperti e distrutti. 
Il 6 luglio 2014, le Forze di difesa israeliane uccisero sei militanti di Hamas in un attacco a un tunnel transfrontaliero vicino a Rafah. Ciò ha provocato un’escalation del conflitto israelo-palestinese e ha rappresentato un impulso fondamentale al conflitto Israele-Gaza del 2014.
Il 17 luglio 2014, le Forze di difesa israeliane sventarono un tentativo di 13 militanti di lanciare un attacco vicino al Kibbutz Sufa.
L'11 agosto 2014, le Forze di difesa israeliane annunciarono di aver testato con successo un sistema che potrebbe essere utilizzato per rilevare questi tunnel. Questo nuovo sistema utilizza una combinazione di sensori e trasmettitori speciali per localizzare i tunnel. Le Forze di difesa israeliane prevedevano che lo sviluppo sarebbe costato fino a 1,5 miliardi di shekel e si sarebbe potuto attuare entro l'anno.
Nel maggio 2016, le Forze di difesa israeliane individuarono un tunnel transfrontaliero in uscita vicino all’area di Holit che apparentemente era stato ricostruito come tangenziale dopo essere stato inizialmente distrutto durante l’operazione Protective Edge.
Nell’estate del 2017, Israele ha iniziato la costruzione di un muro di confine che si estendeva per diversi metri sotto terra per contrastare gli assalti nei tunnel. La struttura è dotata di sensori per rilevare la futura costruzione di tunnel. Il calcestruzzo per la struttura è stato prodotto utilizzando cinque fabbriche di calcestruzzo dedicate al progetto e ogni giorno sono stati completati circa 10 metri. La struttura è stata collocata interamente su terra israeliana.
Il 30 ottobre 2017, le Forze di difesa israeliane hanno distrutto un tunnel che attraversava il confine di Gaza entrando in territorio israeliano. Dodici palestinesi, tra cui dieci membri del Movimento della Jihad islamica in Palestina e due militanti di Hamas, sono rimasti uccisi nell'esplosione e nei successivi tentativi di salvataggio. La persona più anziana uccisa è stato il comandante di brigata Arafat Marshood delle brigate al-Quds della Jihad islamica. 
Il 10 dicembre 2017, le forze israeliane hanno distrutto un ulteriore tunnel che attraversava il confine.
Nel gennaio 2018, in seguito alla distruzione di un tunnel d'attacco da Gaza che attraversava l'Egitto e Israele, il generale delle Forze di difesa israeliane Yoav Mordechai, parlando in arabo, ha detto: "Voglio inviare un messaggio a tutti coloro che stanno scavando o stanno scavando troppo vicino ai tunnel: Come avete visto negli ultimi due mesi, questi tunnel portano solo morte", riferendosi ai tunnel di Hamas che erano stati recentemente distrutti da Israele. Il generale Eyal Zamir ha dichiarato che altri tunnel di Hamas verso Israele sarebbero stati distrutti poiché la costruzione di una più invalicabile barriera attorno alla Striscia di Gaza sarebbe stata presto completata.
Nell’aprile 2018, l’esercito israeliano ha annunciato di aver distrutto un tunnel definito “il più lungo di sempre” che si estendeva per diversi chilometri dall’interno della Striscia di Gaza, vicino a Jabalia, e raggiungeva diversi metri in Israele, verso Nahal Oz, sebbene non fosse ancora stata aperta alcuna uscita.
Nel giugno 2018, per la prima volta, un attacco aereo israeliano ha distrutto un tunnel sottomarini appartenente ad Hamas.
Nell’agosto 2018, il Ministero della Difesa israeliano ha pubblicato le prime immagini di una barriera sottomarina con Gaza progettata per impedire infiltrazioni di Hamas via mare. La costruzione della barriera è iniziata due mesi prima e dovrebbe essere completata entro la fine dell'anno, estendendosi per duecento metri nel Mediterraneo.
Nell'ottobre 2018, l'esercito israeliano ha distrutto un tunnel nel sud della Striscia di Gaza lungo 1 km (0,62 miglia), di cui 200 m invadevano il territorio israeliano.
Nel maggio 2021, gli attacchi aerei israeliani hanno distrutto oltre 100 chilometri di rete di tunnel all'interno di Gaza durante l'operazione Guardian of the Walls.
Nel dicembre 2021, il Ministero della Difesa israeliano ha annunciato che era stata completata una barriera sotterranea di 65 chilometri per far fronte alla minaccia dei tunnel transfrontalieri lungo il confine con Gaza.
Nell'ottobre 2023, è stato riferito che le forze di difesa israeliane stavano prendendo in considerazione l'uso di "bombe-spugna" come mezzo non letale per sigillare i tunnel durante la loro incursione nella Striscia di Gaza.